# Туманность Бумеранг
Туманность Бумеранг — протопланетарная туманность, расположенная на расстоянии 5 000 световых лет от Земли в созвездии Центавра. Её также иногда называют Туманность галстук-бабочка, что может привести к путанице — такое название носит туманность NGC 40 в созвездии Цефей. Температура туманности равна 1 К (−272 °C), что по состоянию на 2003 год делает её самым холодным известным местом во Вселенной (за исключением искусственно полученных на Земле температур, близких к абсолютному нулю). Туманность Бумеранг образована потоком газа от её центральной звезды или звёздной системы, который движется со скоростью около 164 км/с (600 000 км/ч) и при этом быстро расширяется. Это расширение и является причиной очень низкой температуры туманности.
Туманность Бумеранг была подробно сфотографирована космическим телескопом «Хаббл» в 1998 году. Считается, что туманность скоро (в пределах тысяч или десятков тысяч лет) перейдёт в фазу планетарной туманности. Кит Тейлор (англ. Keith Taylor) и Майк Скаррот (англ. Mike Scarrott) назвали объект «Туманность Бумеранг» в 1980 году после наблюдения его с англо-австралийского телескопа в обсерватории Сайдинг-Спринг. Чувствительность прибора позволила зафиксировать лишь небольшую асимметрию в долях туманности, откуда появилось предположение об изогнутой, как у бумеранга, форме.

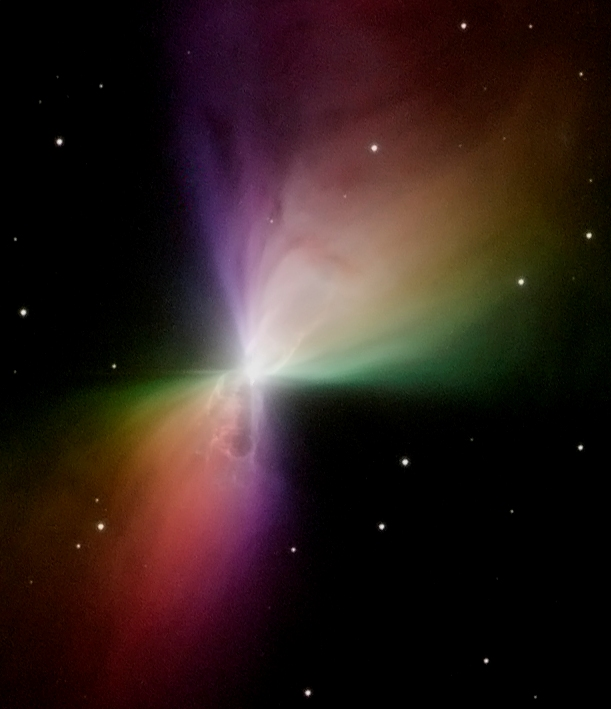
Изображение с телескопа «Хаббл», полученное с использованием поляризационных фильтров

После того как телескоп «Хаббл» сделал снимки туманности с высоким разрешением, стало видно, что лучшим названием для неё было бы «галстук-бабочка». Однако оно уже используется для обозначения планетарной туманности NGC 40.
В 1995 году, используя 15-метровый субмиллиметровый телескоп Европейской южной обсерватории (ESO) в Чили, астрономы выяснили, что это самое холодное из известных мест во Вселенной (за исключением получаемых в лабораторных условиях температур, см., например, Криостат). Температура туманности равна −272 °C (1 кельвин), и это значит, что она холоднее даже реликтового излучения от Большого Взрыва. На 2003 год является единственным известным астрономическим объектом с температурой ниже, чем у реликтового излучения.